# Nathan Salomon Calisch
Pour les articles homonymes, voir Calisch.
Nathan Salomon Calisch, né à Amsterdam le 23 juin 1819, où il est mort le 26 février 1891, est un journaliste et lexicographe néerlandais. Il était le frère d'Elias Marcus et Isaac Marcus Calisch.

## Biographie
Calisch fut d'abord instituteur, puis s'est consacré au journalisme ; à partir de 1850, il fut corédacteur en chef de l'Amsterdamsche Courant et de 1883 à 1888, il collabora au Handelsblad.
Il fut secrétaire de la Nederlandsch-Israelietische Armbestuur (l'« Assistance publique israélite néerlandaise») et du Algemeen Beurscomité voor Publieke Fondsen.

## Ouvrages
Il a collaboré à l'élaboration de beaucoup de dictionnaires ; il a également écrit :
- Handleiding tot de kennis der voornaamste rivieren van den aardbodem (Amsterdam, 1840)
- De Amsterdamsche strafverordeningen (Amsterdam, 1861)
- Liefdadigheid van Amsterdam (Amsterdam, 1852)

En outre, il a traduit de nombreux livres, entre autres d'Alphonse Esquiros, Luise Mühlbach et Eugène Scribe, et écrit des livres scolaires, des contributions dans des revues, etc.
Tous les dictionnaires de son frère Isaac Marcus ont été réalisés avec sa collaboration.